# Антоніо Флорес (футболіст)
Антоніо Франсіско Родрігес Флорес (ісп. Antonio Francisco Rodriguez Flóres, 13 липня 1923 — 16 травня 2001) — мексиканський футболіст, що грав на позиції півзахисника за клуб «Атлас», а також національну збірну Мексики. Чемпіон и володар Кубка Мексики.

## Клубна кар'єра
У футболі відомий виступами за команду «Атлас», у складі якої став чемпіоном та володарем Кубка Мексики. 

## Виступи за збірну
1947 року дебютував в офіційних матчах у складі національної збірної Мексики. Протягом кар'єри у національній команді, яка тривала 4 роки, провів у її формі 7 матчів, забивши 2 голи.
У складі збірної був учасником чемпіонату світу 1950 року у Бразилії, де зіграв з Югославією (1-4) і зі Швейцарією (1-2).
Помер 16 травня 2001 року на 78-му році життя.

## Титули і досягнення
- Переможець Чемпіонату НАФК: 1947, 1949
- Чемпіон Мексики (1):

«Атлас»: 1950-1951
- Володар Кубка Мексики (1):

«Атлас»: 1949-1950